# Juignac
Juignac é uma comuna francesa na região administrativa da Nova Aquitânia, no departamento de Charente. Estende-se por uma área de 24,18 km². Em 2010 a comuna tinha 406 habitantes (densidade: 16,8 hab./km²).